# Casa Batlló
Casa Batlló je secesní dům v Barceloně sousedící s Casa Amatller.
Stavbu vystavěnou roce 1877 přestavěl v letech 1905–1907 na objednávku textilního magnáta Josepa Batlló i Casanovase
slavný španělský architekt Antoni Gaudí.
Budova je potažena dominující fasádou, na které se nacházejí balkóny ve tvaru lebek a větší okna jsou rozdělena holenními kostmi, popřípadě nohama racka. Na střeše zas jsou komíny připomínající mimozemšťany. Stavba na každého působí jinak a to byl záměr.
Od roku 1962 je kulturní památkou a v roce 2005 byl zapsán k dalším Gaudího dílům na seznamu světového dědictví UNESCO.
Historie
Budovu původně postavil v roce 1877 Emilio Sala Cortés (jeden z Gaudího profesorů architektury). V roce 1903 ji koupil pan Josep Batlló y Casanovas, textilní průmyslník, který vlastnil několik továren v Barceloně a významný obchodník.
Pan Josep Batlló poskytl Antoni Gaudímuplnou tvůrčí svobodu a pověřil ho projektem, který zpočátku znamenal demolici budovy. Díky odvaze Gaudího však byla demolice domu vyloučena a v letech 1904 až 1906 prošel celkovou reformou. Architekt zcela změnil fasádu , přerozdělil vnitřní příčky, rozšířil světlík a přeměnil vnitřek na skutečné umělecké dílo. Kromě umělecké hodnoty je budova také mimořádně funkční, mnohem více charakteristická pro moderní dobu než pro minulost.
Kromě Casa Batlló a ve stejné době  renovovali významnými architekty i další domy, které v té době soutěžily o urbanistické ceny svolané barcelonskou městskou radou. Tyto domy jsou také v modernistickém stylu a spolu s Casa Batlló jsou v současné době součástí jedinečné skupiny tvořené:
– Casa Amatller (od architekta Josepa Puiga i Cadafalch). 
– Casa Lleó Morera (od Lluíse Domènecha i Montaner). 
– Casa Mulleras (Enric Sagnier). 
– Casa Josefina Bonet (Marcel-li Coquillat).
Od roku 1950 Casa Batlló nebyla ve vlastnictví rodiny Batlló. Po převzetí různými společnostmi a jednotlivci je objekt od 90. let v rukou jeho současných majitelů, rodiny Bernatů, kteří dům kompletně zrekonstruovali.
V roce 1995 rodina dům otevřela veřejnosti a představila světu tento architektonický skvost, který nabízí využití objektu pro akce. Od roku 2002, který byl Mezinárodním rokem Gaudího, nabízí Casa Batlló také kulturní návštěvy. 
V současnosti je Casa Batlló je to jedna z nejlépe hodnocených kulturních a turistických atrakcí, kterou každoročně přivítá 1 milion návštěvníků. Je zapsán v katalogu moderní architektury mezinárodní organizace Iconic Houses, která sdružuje mimořádná díla světových architektů, architektonicky významné domy, domy umělců a ateliéry z 20. století přístupné veřejnosti jako domovní muzea.

## Fotogalerie

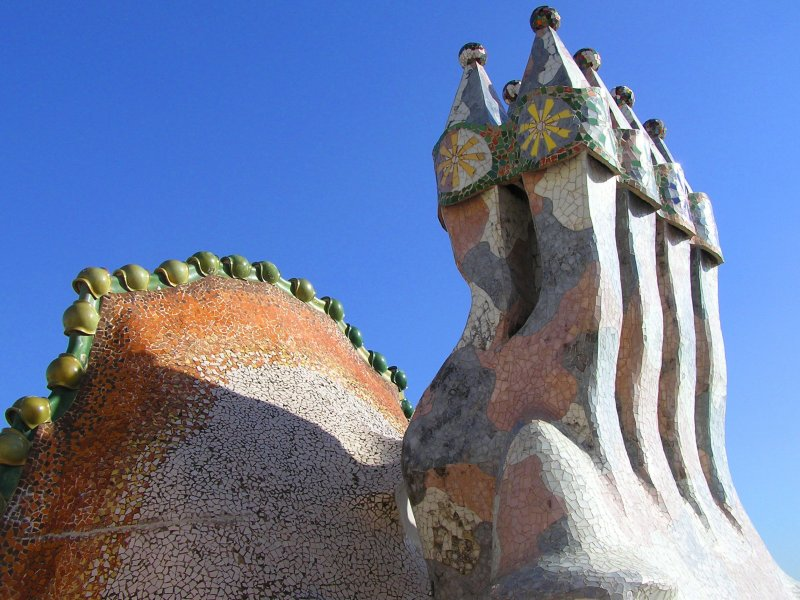
Klenutá střecha a komíny
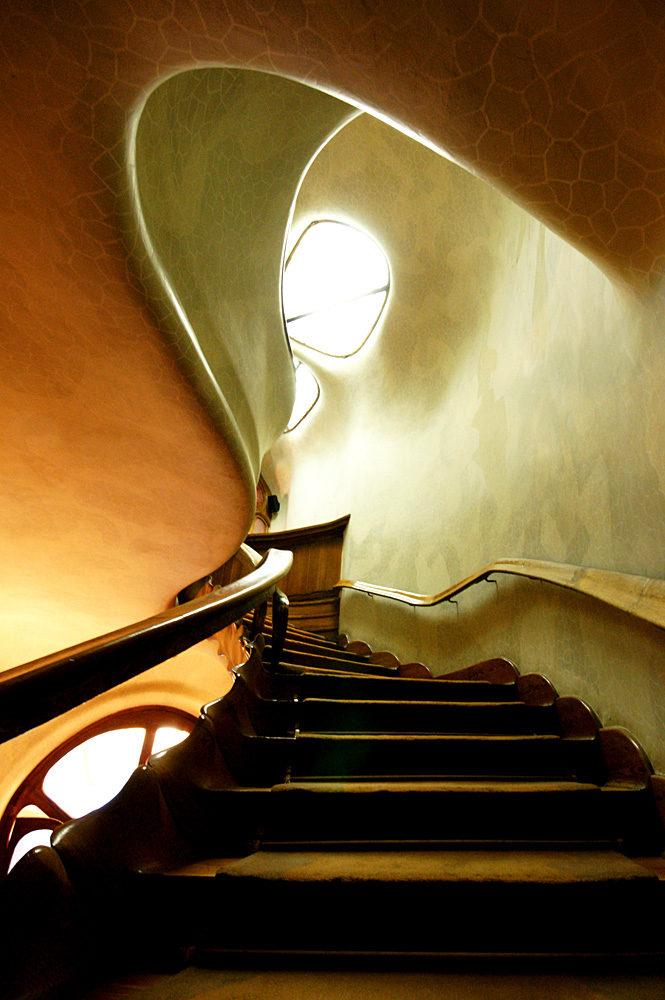
Unikátní konstrukce schodiště a stropu
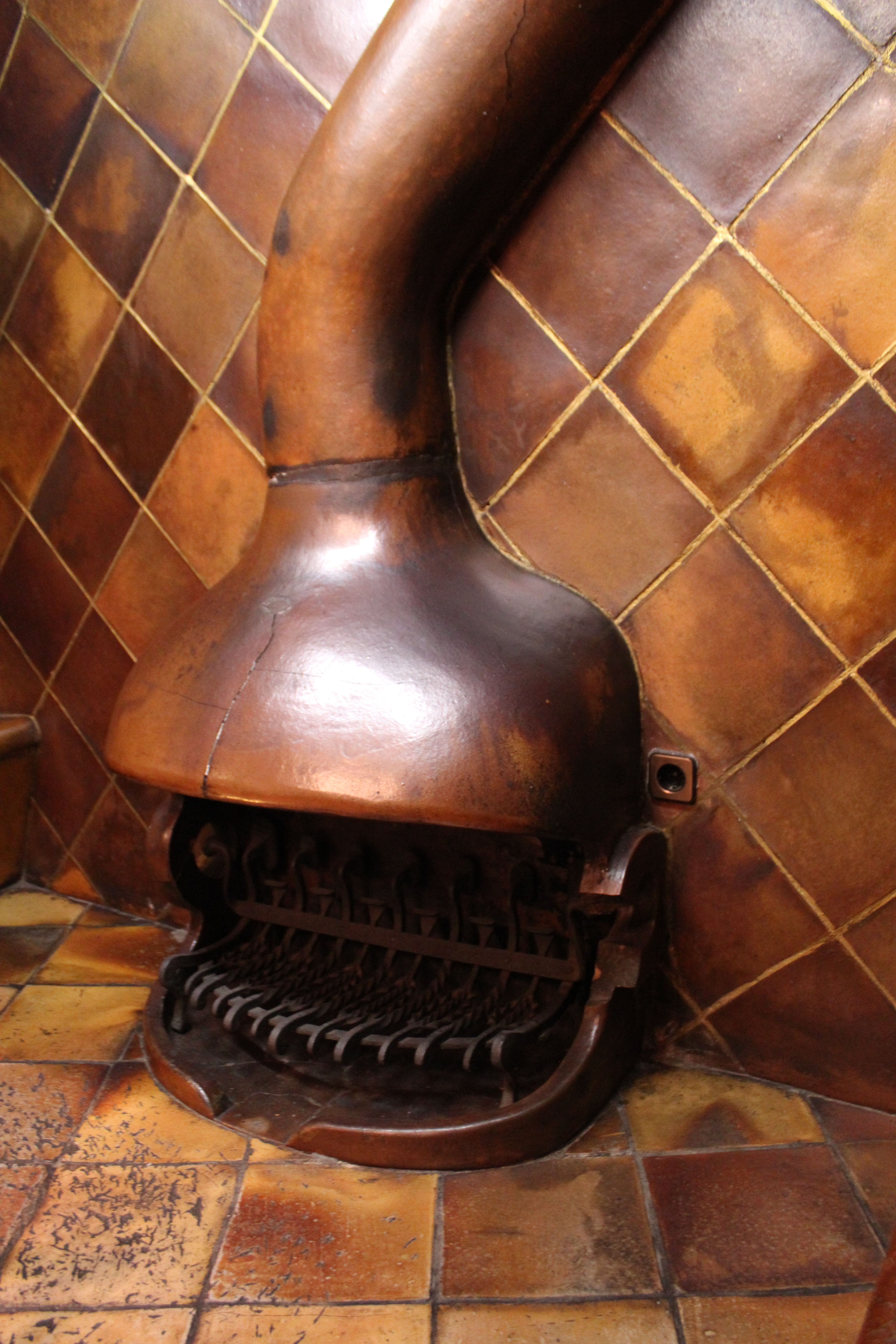
Krb
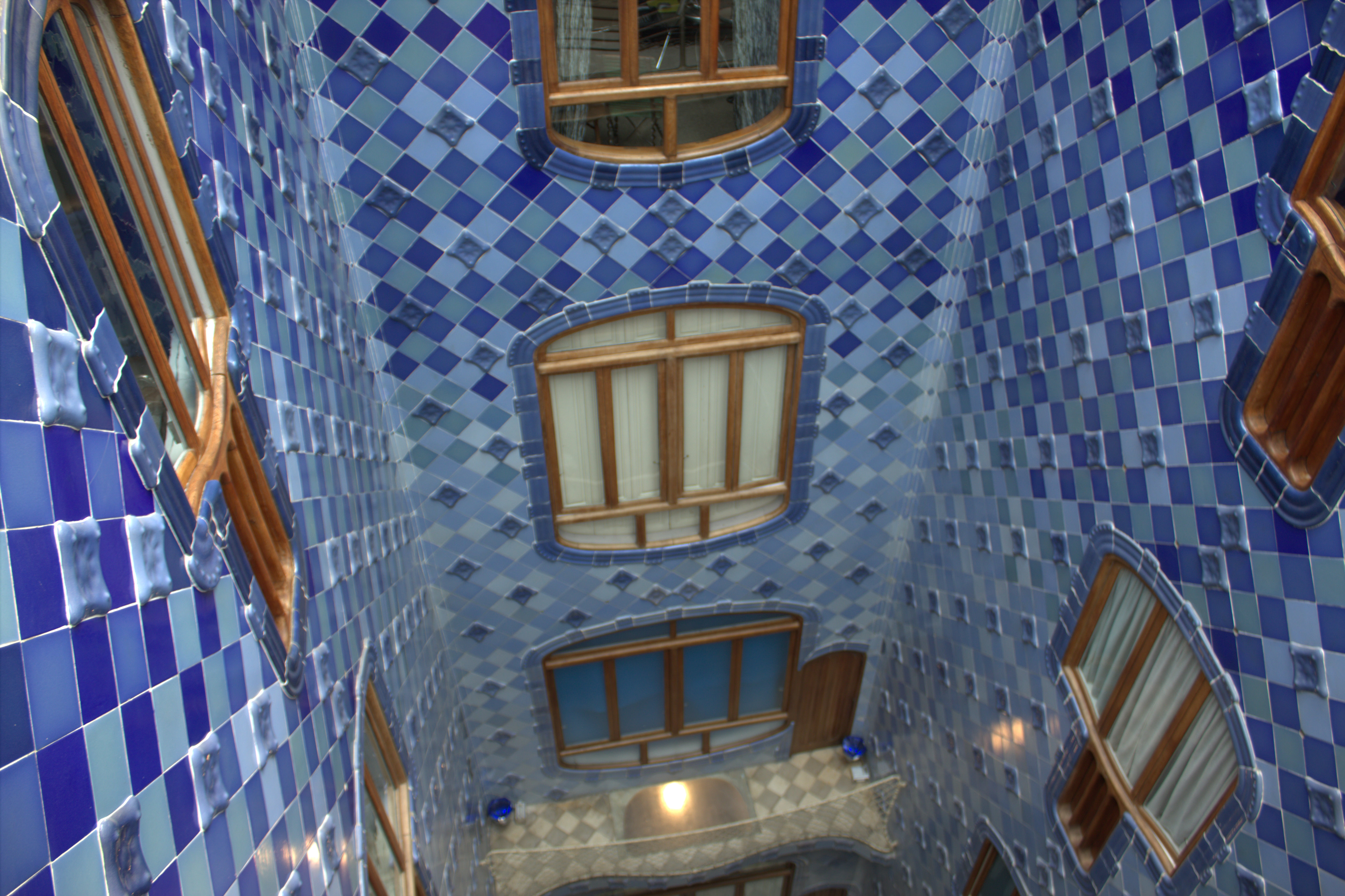
Centrální světlo

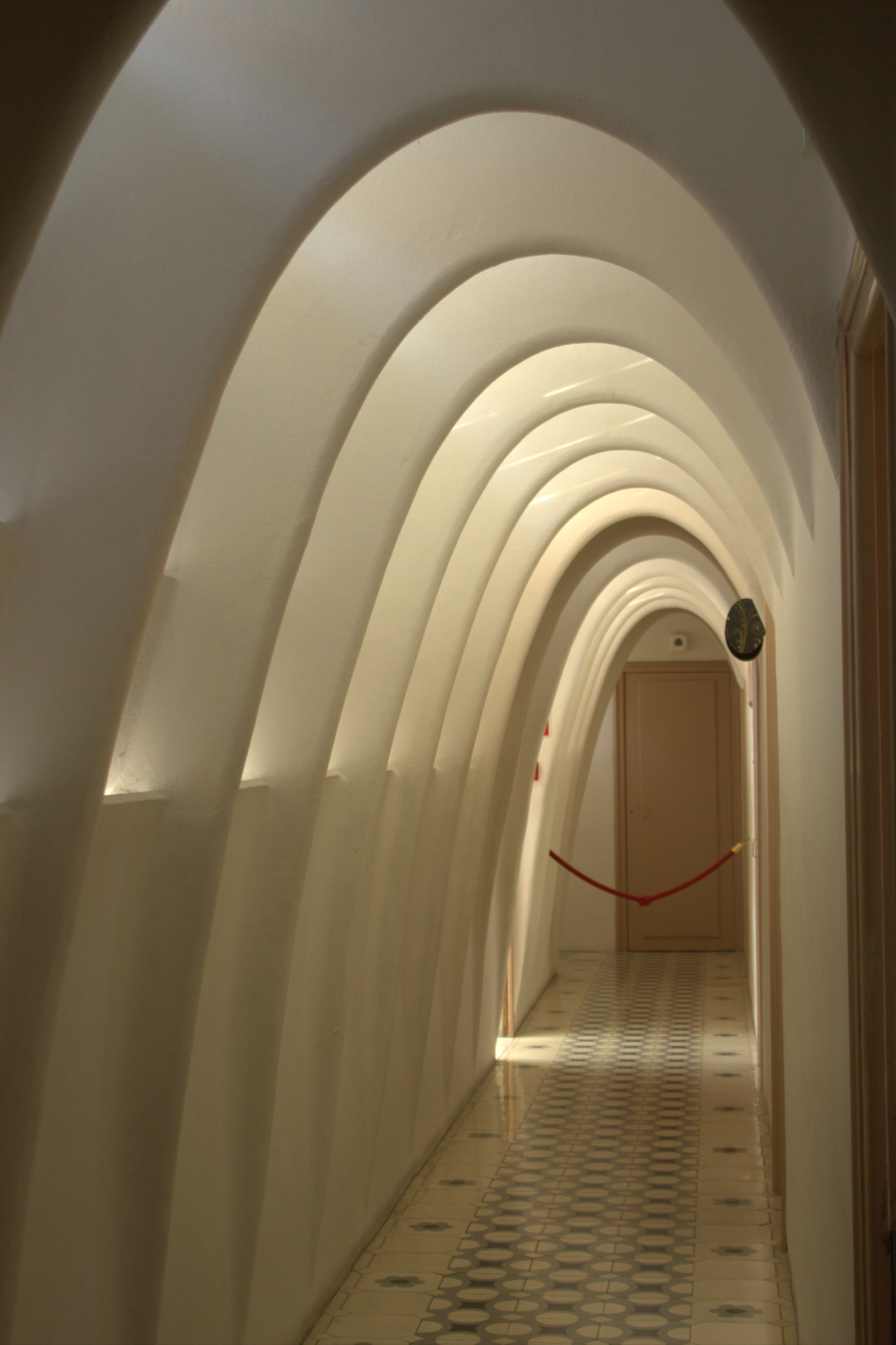
Trolejově vedené oblouky
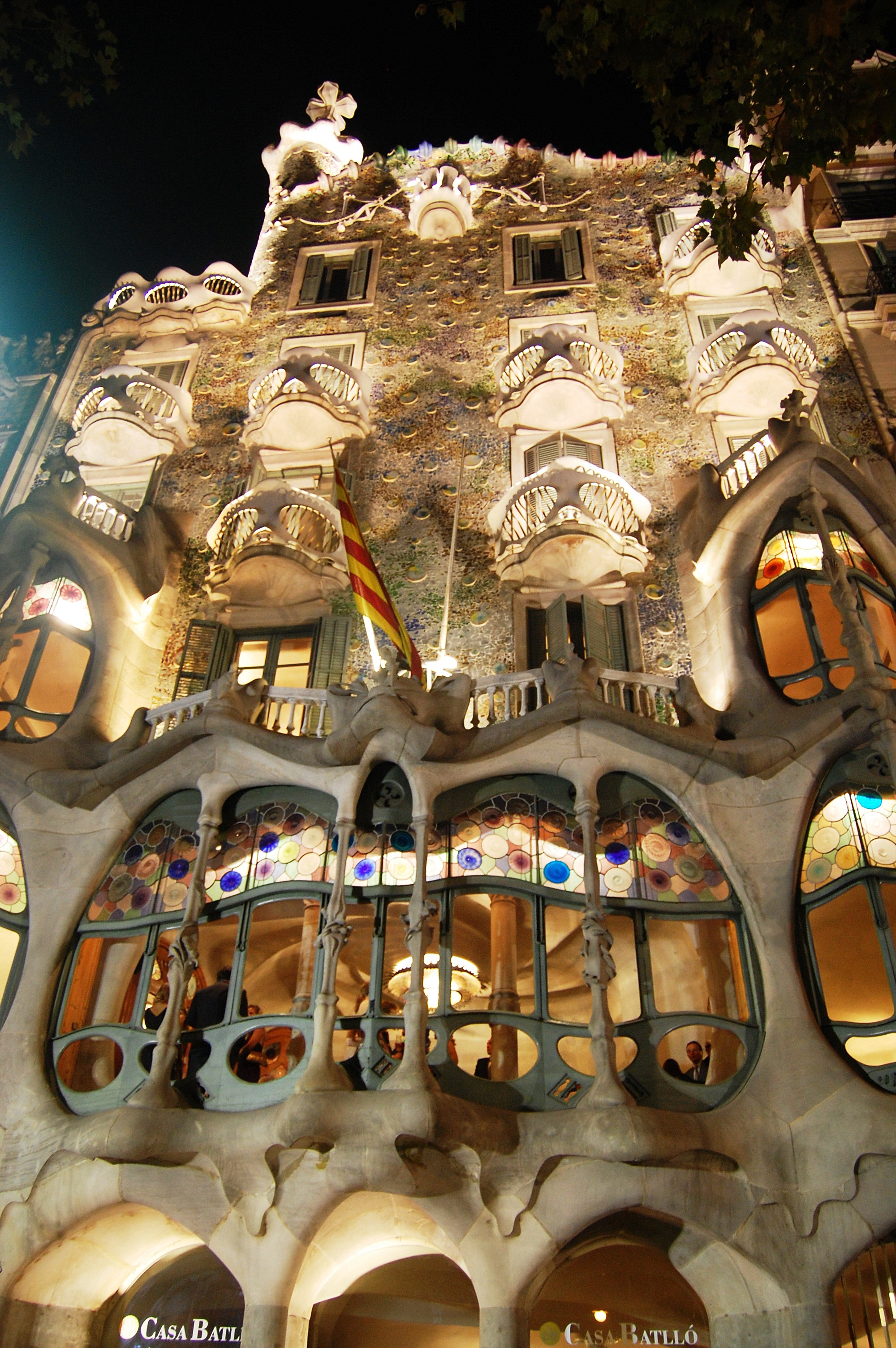
Casa Batlló v noci
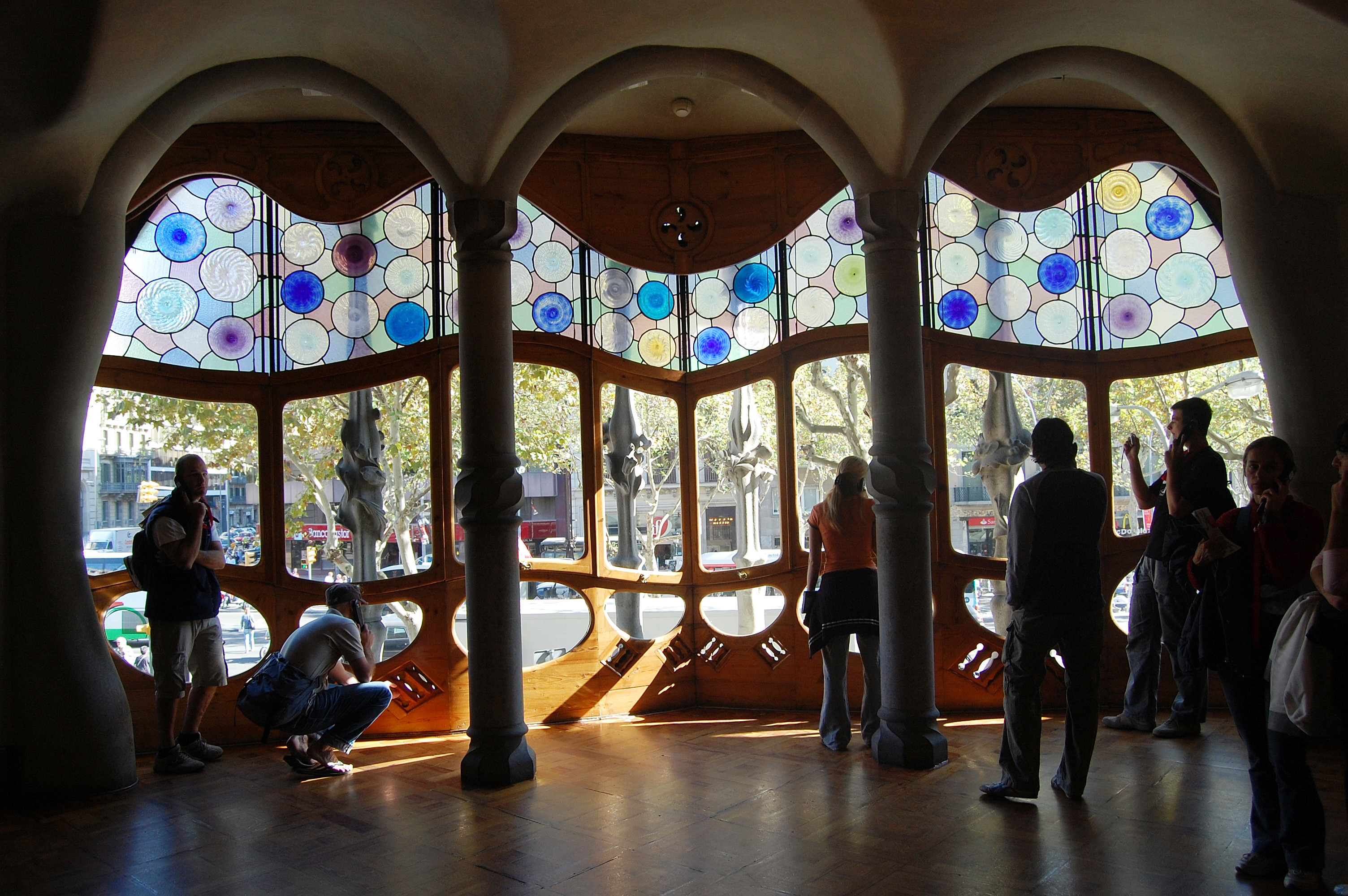
Detail okna
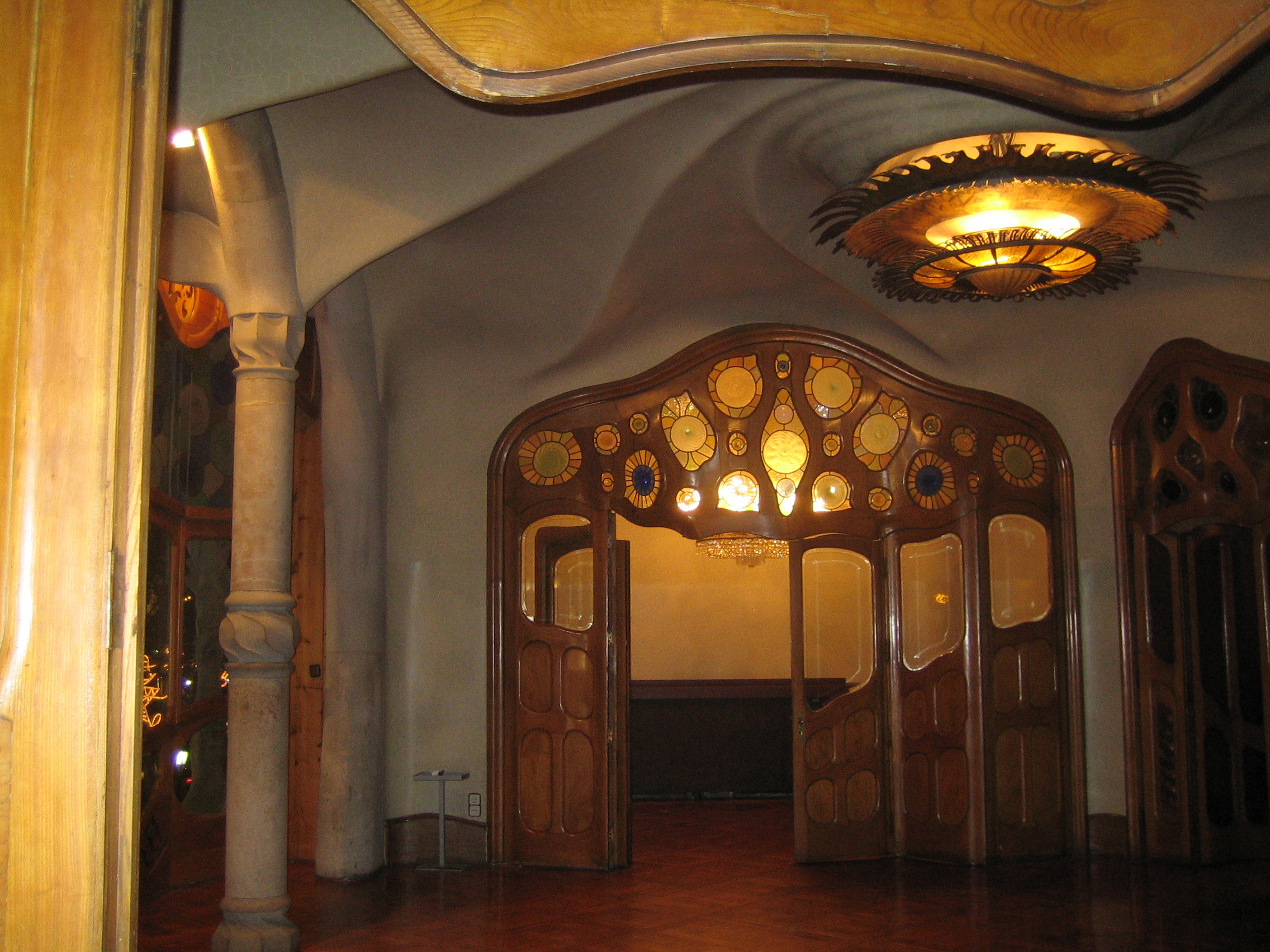
Salon